# 卡拉皮庫伊巴

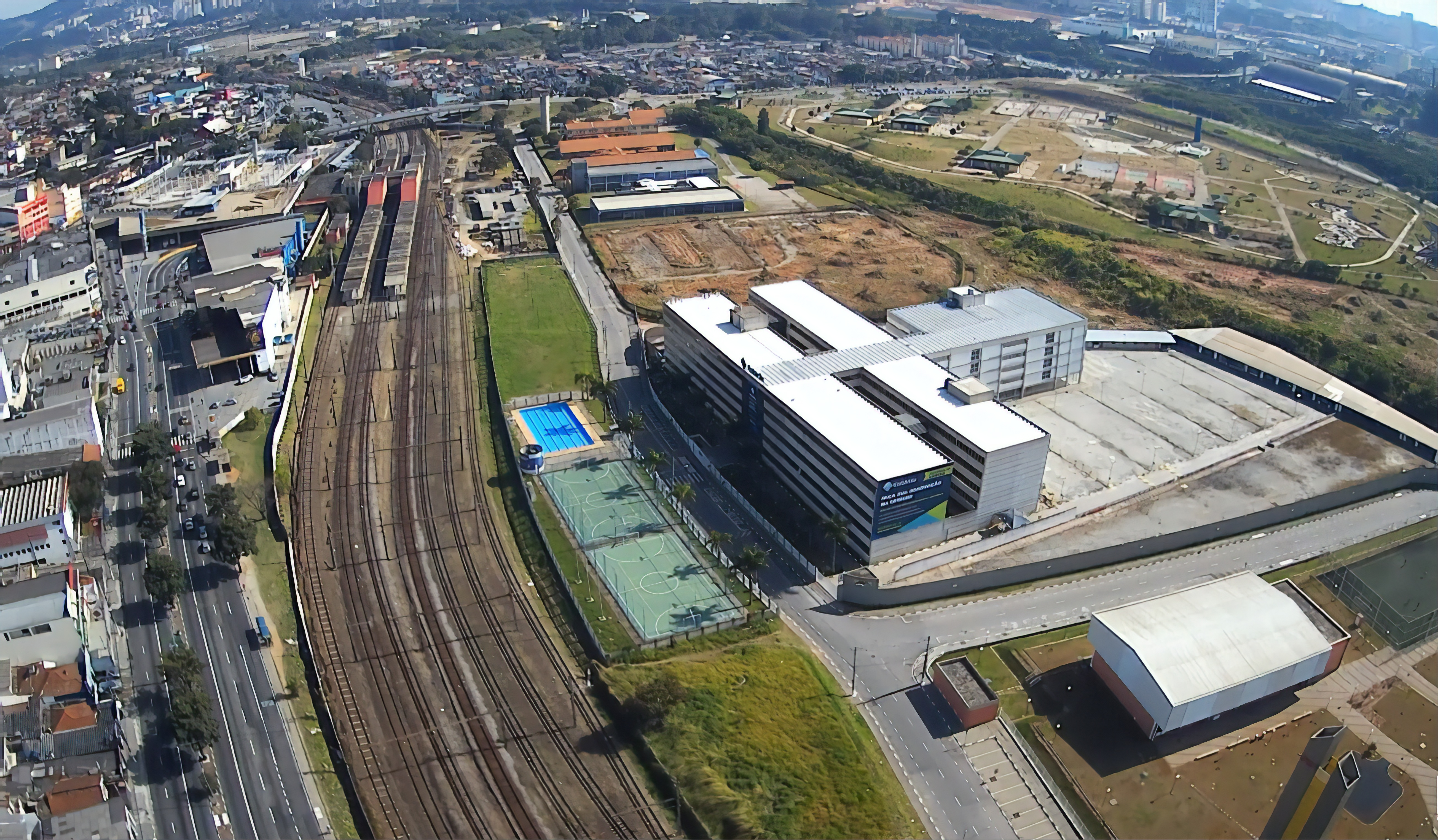
卡拉皮庫伊巴

卡拉皮庫伊巴（葡萄牙語：Carapicuíba）是巴西的城市，位於該國東南部，距離聖保羅29公里，由聖保羅州負責管轄，面積34.9平方公里，海拔高度780米，受亞熱帶氣候影響，2009年人口392,701。

## 外部連結
- Carapicuíba City Hall （页面存档备份，存于） （葡萄牙文）
- Carapicuíba on citybrazil.com.br （葡萄牙文）
- History of Carapicuíba at City Hall Website
- Geography of Carapicuíba at City Hall Website